# それ行けKinKi大放送
『それ行けKinKi大放送』（それいけキンキだいほうそう）は、1996年10月6日から1998年3月29日まで日本テレビ系列局で放送されていた日本テレビ製作のバラエティ番組。放送時間は毎週日曜 12:10 - 13:00 （日本標準時）。
テレビ金沢など一部系列局でも同時ネットで放送されていた。

## 概要
KinKi Kidsの冠番組の1つで、それまで日曜10:55枠で放送されていた『それ行けKinKi大冒険』のリニューアル版である。前期にはスタジオ内での企画が中心で、当時日本テレビのアナウンサーだった魚住りえやデビューして間もない頃の山田まりやも出演していたが、後期には『KinKi大冒険』時代同様ロケVTR中心の構成となっていた。
この番組以降、2025年現在の『スクール革命!』に至るまで、日本テレビの日曜12時台ではジャニーズ事務所→STARTO ENTERTAINMENT所属タレントがメイン司会あるいはレギュラーで出演する番組が放送され続けている。

## スタッフ
- 構成：町山広美、海老克哉、下等ひろき（加藤裕己）
- TP → TM：佐藤公則、北村嘉明
- SW：武藤慶一
- カメラ：金子幸男
- 音声：加藤栄二
- 照明：佐野広之
- 調整：今井正
- ロケ技術：林洋介・山根寿彦・角井彬・岩倉康宏・清田忠秀・金内博伸（日本テレビビデオ）
- 美術：羽谷重信
- デザイン：中野嘉一郎
- メイク：馬田恵美
- スタイリスト：鈴木玲子
- ナレーター：中村秀利、木藤聡子
- 広報：河村良子
- 編集：遠藤和人・畠山和枝（ギヴアンドテイク）
- MA：森司朗（ギヴアンドテイク）
- TK：福岡由紀
- 音効：佐藤裕二
- 協力：ジャニーズ事務所
- 制作進行：村上早苗
- ディレクター：南波昌人、浪岡厚生、佐々木俊勝、当麻康夫、福士睦
- 演出→プロデューサー：三枝孝臣
- プロデューサー：土屋泰則
- チーフプロデューサー：渡辺弘→吉岡正敏（1997年6月〜）→増田一穂
- 製作著作：日本テレビ

## エンディングテーマ
- 会いたいよ（歌：KinKi Kids、作詞：相田毅、作曲：飯田建彦） - テレビやコンサートで何度か披露されたが、CD化はされていない。